# Stade Larbi Ben Barek
Stade Larbi Ben Barek – stadion w Maroku, w Casablance, na którym gra Majd Al Madina. Mieści 20 000 widzów, jego nawierzchnia jest trawiasta. Został zainaugurowany w 1920 roku. Przeszedł modernizację w 2006 roku. Mieści się przy Rue M. Smiha, Sidi Belyout.